# Radeh-ye Taha
Radeh-ye Taha (em persa: رده طاها, também romanizada como Radeh-ye Tāhā e Radeh-ye Ţāhā) é uma aldeia do distrito rural de Shalahi, no condado de Abadan, na província de Khuzistão, Irã.
Segundo o censo de 2006, sua população era de 445 habitantes, em 74 famílias.